# Ceraia philippinensis
Ceraia philippinensis é uma espécie de orquídea de flores pequenas que duram muito pouco, mas que floresce diversas vezes ao ano, nativa das Filipinas e Guam, nas Ilhas Marianas.